# Zaigraevo
Zaigraevo (in russo Заиграево?, in buriato Загарай) è un insediamento di tipo urbano della Russia asiatica, in Siberia Orientale. È situato nella Repubblica autonoma della Burazia e appartiene al rajon  Tunkinskij del quale è il centro amministrativo. 
È situato sul fiume Brjanka (affluente sinistro dell'Uda), 65 km  a est di Ulan-Udė ed è circondato su tutti i lati dalle montagne: si trova all'incrocio delle catene Cagan-Daban e Chudanskij, separate dalla stretta valle del Brjanka. Nella cittadina c'è una fermata della Ferrovia Transiberiana.